# Воскоїд блідий
Воскоїд блідий (Indicator meliphilus) — вид дятлоподібних птахів родини воскоїдових (Indicatoridae).

## Поширення
Птах поширений в Східній Африці від Анголи та Зімбабве через Мозамбік, Малаві, Замбію, Танзанію, східну частину ДРК до Кенії та Східної Уганди.

## Опис
Довжина тіла близько 13 см, вага 11-18 г. Дзьоб короткий. В обох статей номінального підвиду є сіро-зелена корона.

## Спосіб життя
Живиться бджолиним воском, яйцями і личинками бджіл, різними комахами, в тому числі мухами, жуками і їх яйцями. Представники виду практикують гніздовий паразитизм.